# 奧貝爾河
奧貝爾河（Obel）是非洲東北部國家，屬於馬雷布河的小型支流，發源自厄立特里亞高地，成為厄立特里亞與埃塞俄比亞接壤的邊境。